# 9 augustus
9 augustus is de 221ste dag van het jaar (222ste in een schrikkeljaar) in de gregoriaanse kalender. Hierna volgen nog 144 dagen tot het einde van het jaar.

## Gebeurtenissen
- Algemeen
  - 1911 - Explosie in stoomketel op lijndienstboot Gutenberg Rotterdam, 5 doden.
  - 1974 - De tanker Metula van de Curaçaosche Scheepvaart Mij. uit Willemstad loopt aan de grond in de Straat Magellaan bij Zuid-Chili. 53.000 ton ruwe olie vervuilt de stranden van Vuurland en tot 40.000 pinguïns komen om.
  - 2017 - Zeker 29 bootvluchtelingen verdrinken voor de kust van Jemen nadat ze door mensensmokkelaars overboord zijn gezet.
  - 2019 - In het zuidwesten van Luxemburg worden een aantal dorpen getroffen door een zeldzame tornado. Het raast door de gemeenten Käerjeng, Pétange en Rodange, waar daken van huizen worden gerukt en auto’s worden bedolven onder het puin. Er zijn zeker veertien gewonden gevallen.
  - 2023 - Een stuwdam in de Noorse rivier Glomma breekt door nadat de Waterkrachtcentrale Braskereidfoss uitvalt na een overstroming als gevolg van aanhoudende hevige regenval die door storm Hans is veroorzaakt. Volgens de autoriteiten zijn de omwonenden van de centrale allemaal geëvacueerd en is de situatie stabiel.[1]
- Criminaliteit en veiligheid
  - 2001 - Terroristische aanslag in het Sbarro-pizzarestaurant van Jeruzalem, Israël.
  - 2011 - In de nacht van 8 op 9 augustus vinden in buitenwijken van Londen hevige rellen plaats, veroorzaakt door jongeren.
- Economie
  - 1990 - De prijzen van primaire levensbehoeften en benzine in Peru worden met duizenden procenten tegelijk verhoogd als onderdeel van het economische "schokprogramma" van de nieuwe president Alberto Fujimori.
- Kunst en cultuur
  - 1862 - Première van de opera Béatrice et Bénédict van Hector Berlioz in Baden-Baden.
- Muziek
  - 1986 - Queen geeft haar laatste concert met Freddie Mercury in Knebworth (Engeland).[2]
- Oorlog
  - 48 v.Chr. - Slag bij Pharsalus: Gaius Julius Caesar verslaat het Romeinse leger van Gnaeus Pompeius Magnus maior.
  - 378 - Slag bij Adrianopel: Keizer Valens sneuvelt in de strijd tegen de Visigoten.
  - 1942 - Zeeslag bij het eiland Savo: De Amerikaanse marine lijdt zware verliezen tegen Japan.
  - 1942 - Mahatma Gandhi wordt gearresteerd.
  - 1945 - WO II: De tweede Amerikaanse atoombom valt op de Japanse stad Nagasaki. Hierbij vallen 40.000 doden.
  - 1988 - De Verenigde Staten gaan door met de steun aan de Angolese verzetsbeweging UNITA zolang de regering in Luanda hulp krijgt van de Sovjet-Unie en Cuba, zegt de Amerikaanse onderminister van buitenlandse zaken, Chester Crocker.
  - 1990 - Vele buitenlanders zitten vast in Irak nadat het land besliste zijn grenzen te sluiten. De VN-Veiligheidsraad aanvaardt de annexatie van Koeweit door Irak niet.
  - 1993 - Tientallen pantserwagens komen aan in de Somalische hoofdstad Mogadishu om de grondtroepen van de Verenigde Naties te versterken, kort nadat vier Amerikaanse VN-soldaten bij een hinderlaag om het leven zijn gekomen.
- Politiek
  - 1902 - Eduard VII wordt gekroond als koning van het Verenigd Koninkrijk van Groot-Brittannië en Ierland.
  - 1965 - Singapore wordt onafhankelijk na de afsplitsing van Maleisië.
  - 1972 - Na de val van het kabinet-Biesheuvel I regeert het kabinet-Biesheuvel II als minderheidskabinet door tot 11 mei 1973.
  - 1974 - President Richard M. Nixon treedt af ten gevolge van het Watergateschandaal.
  - 1993 - Koning Albert II wordt na het overlijden van zijn broer Boudewijn I de zesde koning van België.
  - 1993 - De militaire regering van Tsjaad heeft een nachtelijk uitgaansverbod afgekondigd voor het hele land, nadat een dag eerder bij nieuwe etnische rellen ten minste 41 mensen zijn gedood in de hoofdstad Ndjamena.
  - 1993 - Zuid-Afrikaanse politie-agenten en soldaten beginnen een zoekactie naar wapens in zwarte woonoorden ten oosten van Johannesburg na gewelddadige botsingen tussen aanhangers van het Afrikaans Nationaal Congres en de Inkatha Vrijheidspartij, waarbij ten minste 43 doden zijn gevallen.
  - 2009 - Volgens de Venezolaanse president Hugo Chávez zijn Colombiaanse troepen de grensrivier Orinoco overgestoken en Venezuela binnengevallen.
  - 2023 - De Ecuadoriaanse presidentskandidaat Fernando Villavicencio wordt neergeschoten na een campagnebijeenkomst in de hoofdstad Quito en sterft in het ziekenhuis aan zijn verwondingen. President Guillermo Lasso roept de noodtoestand uit en kondigt drie dagen van nationale rouw af.[3]
- Recreatie
  - 1969 - In het Disneyland Park te Anaheim wordt de attractie Haunted Mansion geopend.
- Religie
  - 1520 - Paus Leo X creëert één nieuwe kardinaal.
  - 1798 - Oprichting van het Aartsbisdom Minsk in Wit-Rusland.
  - 1802 - Paus Pius VII creëert één nieuwe kardinaal.
  - 1903 - Kroning van Paus Pius X in Rome.
- Sport
  - 1918 - Duke Kahanamoku scherpt in New York zijn eigen wereldrecord op de 100 meter vrije slag aan tot 1.01,4. Het oude record (1.01,6) stond sinds 20 juli 1912 op naam van de Amerikaanse zwemmer.
  - 1928 - Tijdens de Olympische Spelen in Amsterdam wint de Nederlandse gymnastiekploeg goud. Zij zijn de eerste Nederlandse vrouwelijke olympische kampioenen.
  - 1942 - In het bezette Kiev winnen fabrieksarbeiders een voetbalwedstrijd van een Duits team met 5-3, waarna het Oekraïense elftal door de Duitsers gevangen wordt gezet. De wedstrijd zou later de geschiedenis ingaan als de 'Dodenwedstrijd'.
  - 1983 - Rob Druppers wint Nederlands eerste medaille ooit bij de wereldkampioenschappen atletiek: zilver op de 800 meter. Hij doet dat in een nieuw Nederlands record: 1.44,20.
  - 2005 - In Melbourne verbetert de Australische zwemster Lisbeth Lenton haar eigen en één dag oude wereldrecord op de 100 meter vrije slag kortebaan (25 meter): van 51,91 naar 51,70.
  - 2006 - De Duitse wielrenner Jens Voigt wint de Ronde van Duitsland.
  - 2006 - Atlete Kim Gevaert wint goud op het Europees kampioenschap atletiek op de 100m. Dit was het eerste goud voor België op het EK sinds 1971.
  - 2007 - Het NOC*NSF heeft Beach Soccer als sport erkend. De NBSB kan nu rekenen op een Basisbijdrage Topsport.
  - 2012 - Titelverdediger Amerika wint het vijfde olympische voetbaltoernooi voor vrouwen door Japan in de finale met 2-1 te verslaan.
  - 2018 - Bij de  Europese Kampioenschappen te Glasgow behaalde Ferry Weertman voor de derde keer op rij de Europese titel op de 10 kilometer. Na een indrukwekkende inhaalrace tikte hij bij de finish in Loch Lomond een fractie eerder aan dan de Hongaar Kristof Rasovsky.
  - 2023 - De Belgische Lotte Kopecky rijdt naar brons op het onderdeel omnium bij de WK baanwielrennen in Glasgow. Jennifer Valente uit de Verenigde Staten prolongeert de wereldtitel en de Deense Amalie Dideriksen verovert zilver.[4]
  - 2023 - Nederlands atleet Niels Laros wint goud op de 1500 meter bij de EK Atletiek onder 20 jaar in Jeruzalem (Israël).[5]
- Wetenschap en technologie
  - 1976 - Lancering van Loena 24 met een Proton K raket vanaf Bajkonoer kosmodroom voor een missie naar de Maan.[6][7]
  - 2007 - Spaceshuttle Endeavour wordt voor een vlucht naar ruimtestation ISS vanaf Cape Canaveral succesvol gelanceerd.
  - 2021 - Het Solar Orbiter ruimtevaartuig, een gezamenlijk project van ESA en NASA, maakt een passeervlucht langs de planeet Venus. Het ruimtevaartuig bereikt een minimale hoogte van rond de 8000 km.[8]
  - 2022 - Lancering van de White is the new black missie met de twee Chinese observatiesatellieten Taijing-1 01 & 02 door een Ceres-1 raket van Galactic Energy vanaf lanceerbasis Jiuquan in China.[9]
  - 2022 - Lancering van een Sojoez 2.1b raket van Roskosmos vanaf Bajkonur Kosmodroom platform 31/6 voor de Khayyam missie met de gelijknamige in Rusland gebouwde Iraanse aardobservatiesatelliet, die ook wel Project 505 genoemd wordt. Ook aan boord zijn 16 Russische cubesats afkomstig van verschillende organisaties.[10]
  - 2022 - De Europese ruimtevaartorganisatie ESA maakt bekend dat de oorsprong van een heldere meteoor (bolide) die op 31 juli boven Spanje is waargenomen is uitgezocht met behulp van camerabeelden. Het object behoorde tot de Alfa-Capricorniden, een meteorenzwerm afkomstig van komeet 169P/NEAT.[11]
  - 2023 - Lancering met een Lange Mars 2C raket van China Aerospace Science Corporation (CASC) vanaf lanceerbasis Taiyuan LC-9 van de 5 m S-SAR-02 of Huanjing-2F missie met een SAR satelliet met 5 meter resolutie.[12]
  - 2023 - Ruimtewandeling van de Roskosmos kosmonauten Sergej Prokopjev en Dmitri Petelin voor het installeren van 3 puinwerende schilden aan de buitenzijde van de Rassvet module van het ISS.[13] Tijdens de ruimtewandeling is Prokopjev de eerste mens die gebruik maakt van de Europese Robot Arm (ERA) om zich te verplaatsen naar een andere positie tijdens een test of het apparaat hiervoor geschikt is.[14]

## Geboren

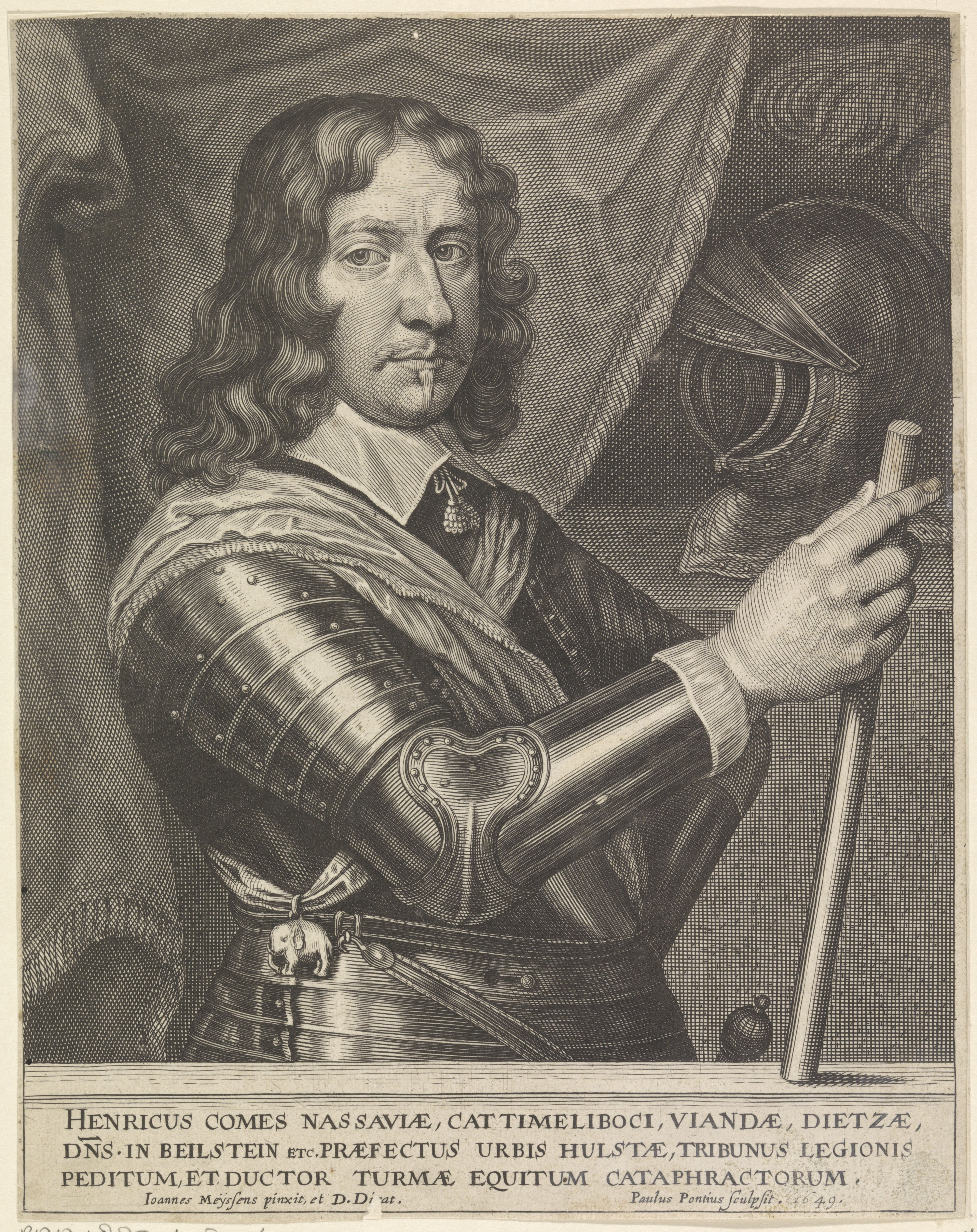
Hendrik van Nassau-Siegen
geboren in 1611

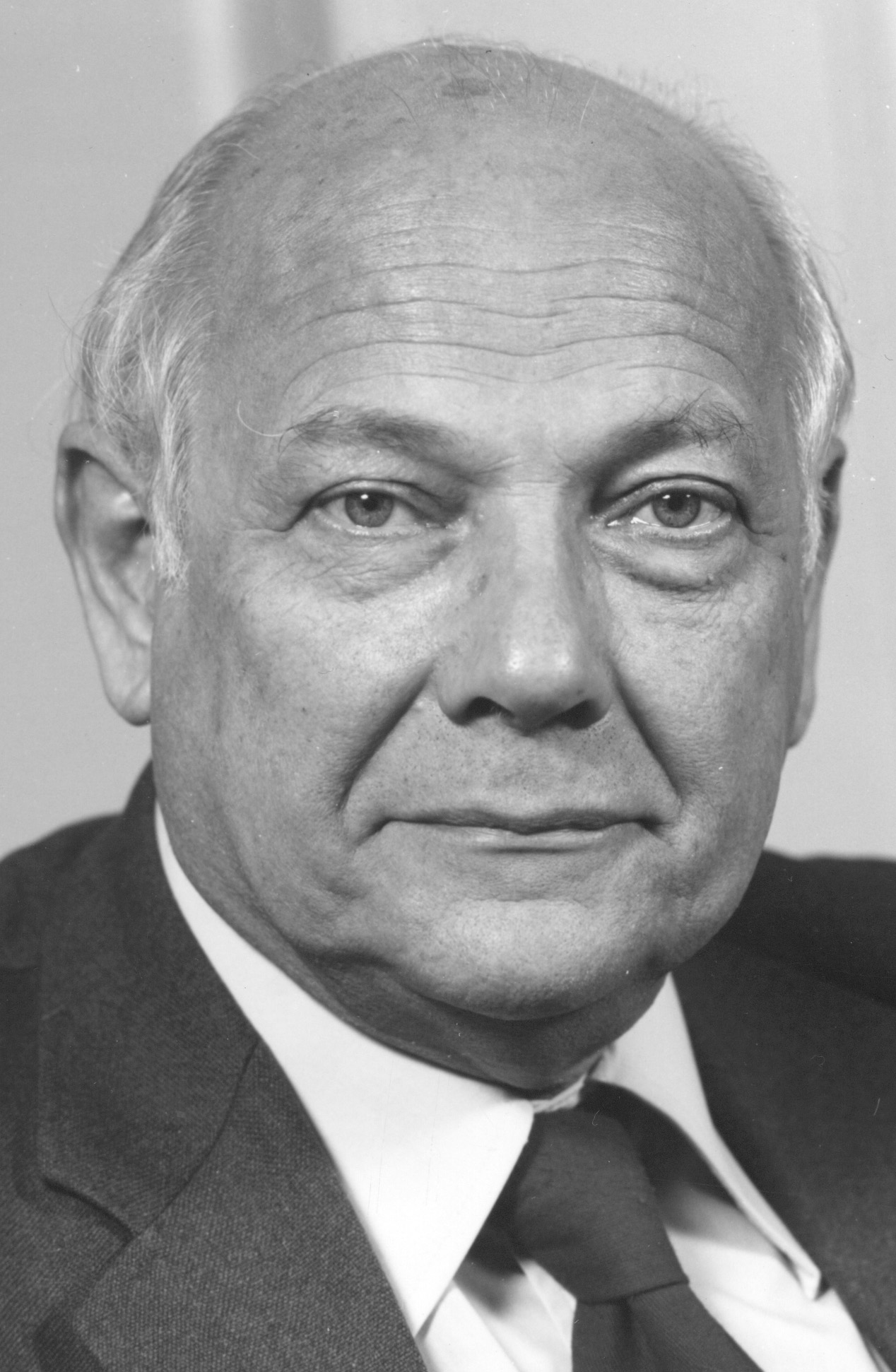
Joop den Uyl
geboren in 1919

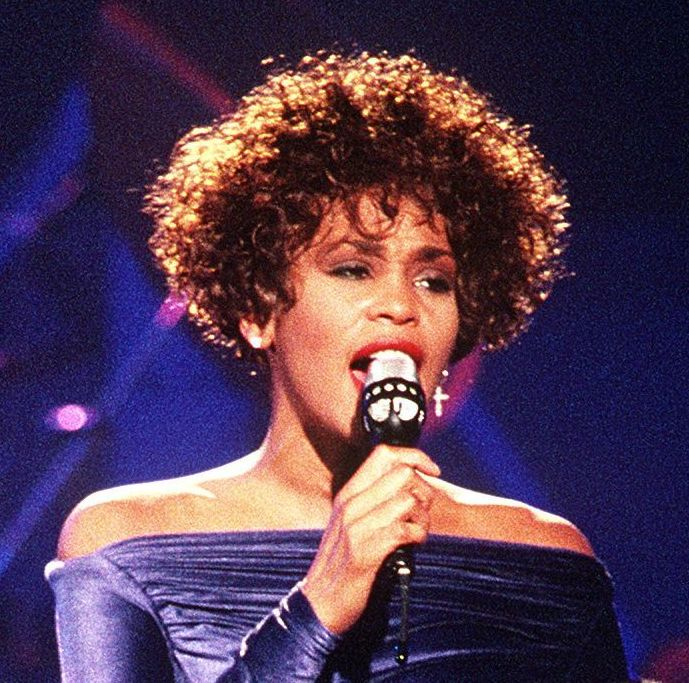
Whitney Houston
geboren in 1963

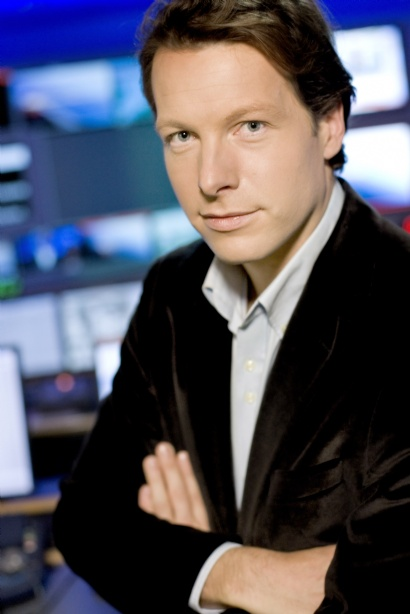
Herman van der Zandt
geboren in 1974

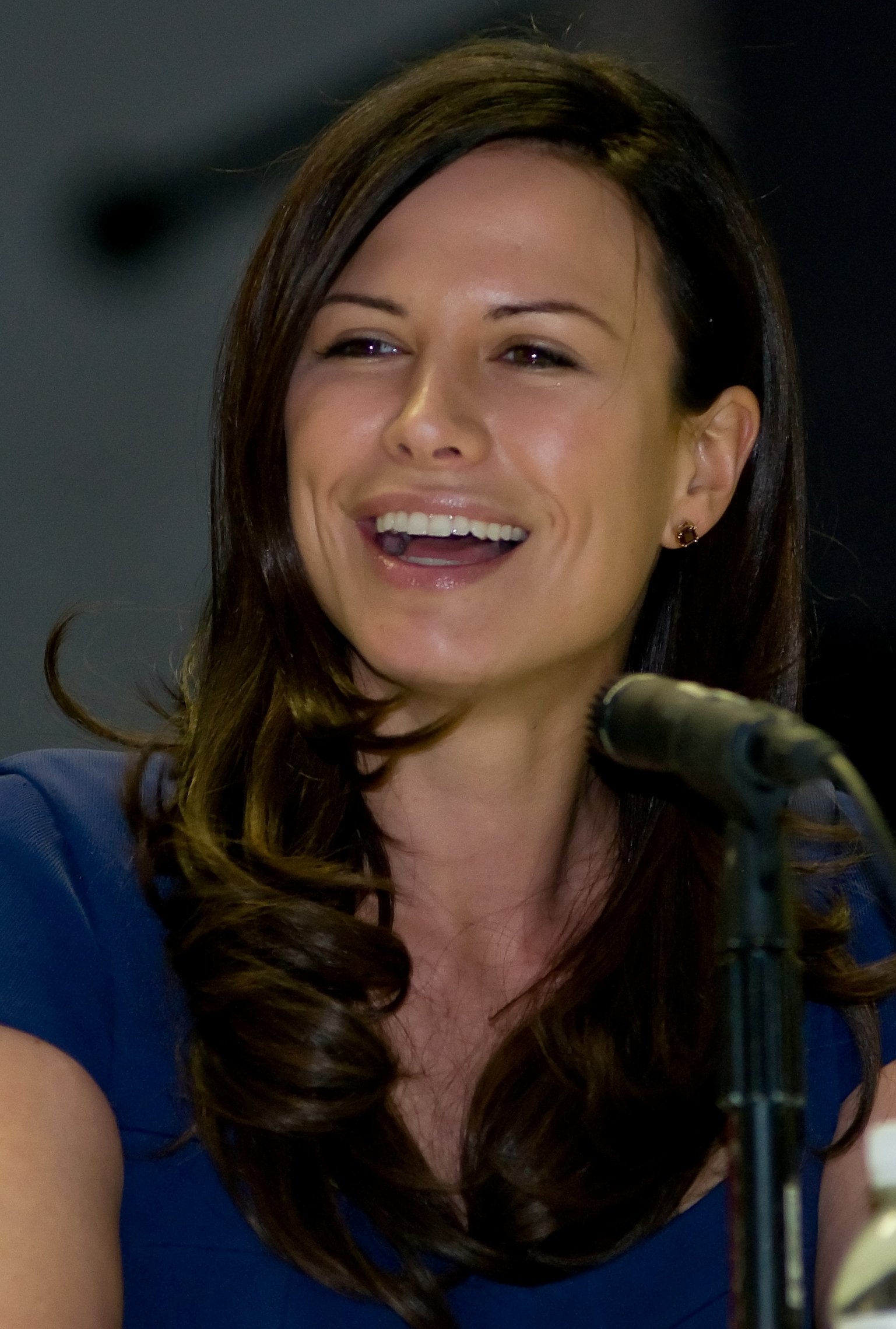
Rhona Mitra
geboren in 1976

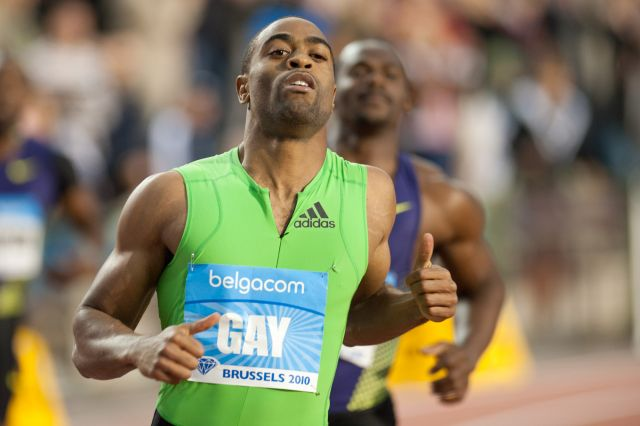
Tyson Gay
geboren in 1982

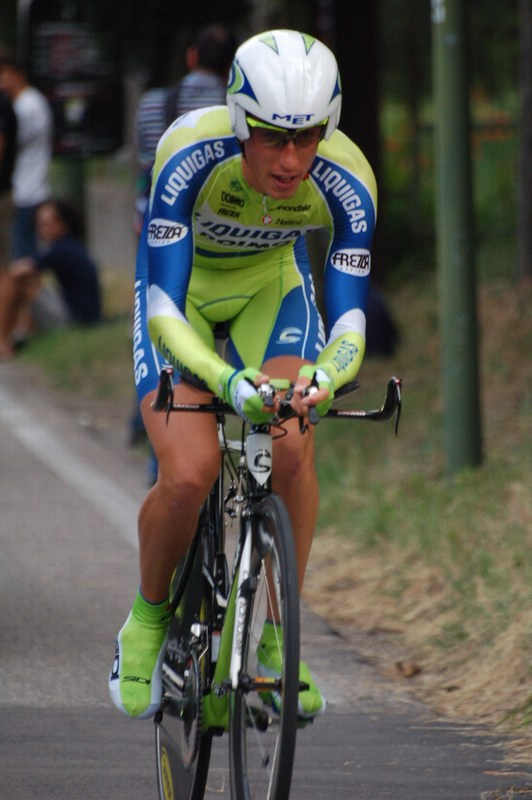
Robert Kišerlovski
geboren in 1986

- 1565 - Lodewijk II van Nassau-Weilburg, graaf van Nassau-Weilburg en Saarbrücken (overleden 1627)
- 1593 - Izaak Walton, Engels schrijver (overleden 1683)
- 1611 - Hendrik van Nassau-Siegen, Duits graaf, officier en diplomaat in Staatse dienst, gouverneur van Hulst (overleden 1652)
- 1653 - John Oldham, Engels dichter (overleden 1683)
- 1696 - Jozef Wenceslaus, vorst van Liechtenstein (overleden 1772)
- 1722 - August Willem, prins van Pruisen (overleden 1758)
- 1776 - Amedeo Avogadro, Italiaans natuurkundige en scheikundige (overleden 1856)
- 1814 - Alexander Willem Michiel van Hasselt, Nederlands toxicoloog en natuuronderzoeker (overleden 1902)
- 1822 - Jacob Moleschott, Nederlands arts, fysioloog en hoogleraar (overleden 1893)
- 1839 - Karel Theodoor hertog in Beieren, vader van de Belgische koningin-gemaal Elisabeth (overleden 1909)
- 1840 - Theodore Dentz,  Nederlandse tandarts en lector tandheelkunde (overleden 1933)
- 1845 - Xavier Mellery, Belgisch schilder, tekenaar en illustrator (overleden 1921)
- 1847 - Hendrik Jan Nederhorst, Nederlands architect en wethouder (overleden 1913)
- 1874 - Reynaldo Hahn, Frans componist en dirigent (overleden 1947)
- 1875 - Albert Ketèlbey, Brits componist, dirigent en pianist (overleden 1959)
- 1877 - Cornelius Ubbo Ariëns Kappers, Nederlands medicus en neurologisch en neurowetenschappelijk onderzoeker (overleden 1946)
- 1877 - Henri t'Sas, Nederlands toneelschrijver, romanschrijver en voordrachtskunstenaar (overleden 1966)
- 1878 - Eileen Gray, Iers meubelontwerpster en architecte (overleden 1976)
- 1879 - John Willcock, 15e premier van West-Australië (overleden 1956)
- 1880 - George Dietz, Amerikaans roeier (overleden 1965)
- 1884 - Mary Beekman, Nederlands actrice (overleden 1957)
- 1885 - Clément van Maasdijk, Nederlands piloot en luchtvaartpionier (overleden 1910)
- 1887 - Hans Oster, Duits militair (overleden 1945)
- 1888 - André Perchicot, Frans wielrenner en zanger (overleden 1950)
- 1890 - André Rossignol, Frans autocoureur (overleden 1960)
- 1893 - Nils Sandström, Zweeds atleet (overleden 1973)
- 1896 - Jean Piaget, Zwitsers psycholoog (overleden 1980)
- 1900 - Alejandro Melchor sr., Filipijns civiel ingenieur, militair en kabinetslid (overleden 1947)
- 1901 - Max Adriani Engels, Nederlands sportjournalist (overleden 1976)
- 1901 - Charles Farrell, Amerikaans acteur (overleden 1990)
- 1906 - Roque Ablan, Filipijns gouverneur en guerillaleider (overleden 1943)
- 1906 - Dorothy Jordan, Amerikaans filmactrice (overleden 1988)
- 1909 - Samuel Pieter Bentinck, Nederlands burgemeester (overleden 1998)
- 1909 - José María Minella, Argentijns voetballer (overleden 1981)
- 1910 - Robert van Gulik, Nederlands sinoloog, diplomaat en auteur (overleden 1967)
- 1912 - Anne Brown, Amerikaans operazangeres (overleden 2009)
- 1914 - Tove Jansson, Fins auteur (overleden 2001)
- 1914 - Joe Mercer, Engels voetballer en voetbalcoach (overleden 1990)
- 1914 - Ali de Vries, Nederlands atlete (overleden 2007)
- 1915 - Charles Hammes, Nederlands kunstenaar (overleden 1991)
- 1916 - Manea Mănescu, Roemeens premier (overleden 2009)
- 1919 - Joop den Uyl, Nederlands politicus en minister-president (overleden 1987)
- 1922 - Philip Larkin, Engels dichter, schrijver en jazz-criticus (overleden 1985)
- 1922 - Robert Heppener, Nederlands componist (overleden 2009)
- 1923 - Gerrit Kouwenaar, Nederlands schrijver en dichter (overleden 2014)
- 1924 - Marcel Van der Aa, Vlaams politicus (overleden 2002)
- 1925 - An Goedbloed, Nederlands beeldhouwster (overleden 2002)
- 1925 - Len Sutton, Amerikaans autocoureur (overleden 2006)
- 1927 - Marvin Minsky, Amerikaans wetenschapper (overleden 2016)
- 1927 - Robert Shaw, Engels acteur (overleden 1978)
- 1929 - Henk Romijn Meijer, Nederlands schrijver, essayist, dichter, taalkundige en vertaler (overleden 2008)
- 1931 - Darius Dhlomo, Zuid-Afrikaans voetballer, bokser, muzikant en politicus (overleden 2015)
- 1931 - Robert Merkoelov, Russisch schaatser (overleden 2022)
- 1931 - Mário Zagallo, Braziliaans voetballer en voetbaltrainer (overleden 2024)
- 1932 - Ilse Bulhof, Nederlands hoogleraar wijsbegeerte (overleden (2018)
- 1932 - Victor Vroom, Canadees hoogleraar (overleden 2023)
- 1933 - Dorothy Iannone, Amerikaans beeldend kunstenares (overleden 2022)
- 1933 - André van der Louw, Nederlands politicus en bestuurder (overleden 2005)
- 1934 - Yves Coppens, Frans paleontoloog en paleoantropoloog (overleden 2022)
- 1934 - Matthieu Galey, Frans schrijver en criticus (overleden 1986)
- 1934 - Cynthia Harris, Amerikaans actrice (overleden 2021)
- 1934 - Dick Anthony Williams, Amerikaans acteur (overleden 2012)
- 1935 - Georges Anthuenis, Belgisch politicus
- 1935 - Klaus Stürmer, Duits voetballer (overleden 1971)
- 1937 - Renato Longo, Italiaans wielrenner (overleden 2023)
- 1938 - Leonid Koetsjma, Oekraïens politicus; president 1994-2005
- 1938 - Rod Laver, Australisch tennisser
- 1938 - Don Mellenbergh, Nederlands psycholoog en methodoloog (overleden 2021)
- 1938 - Otto Rehhagel, Duits voetbalcoach
- 1939 - Odd Børre, Noors zanger (overleden 2023)
- 1939 - Billy Henderson, Amerikaans zanger (overleden 2007)
- 1939 - Romano Prodi, Italiaans politicus
- 1940 - Trudy Libosan, Nederlands hoorspel- en stemactrice
- 1942 - Frans van Anraat, Nederlands zakenman en crimineel
- 1942 - Jack DeJohnette, Amerikaans jazz-drummer, -pianist en -componist
- 1943 - Lubomir Kavalek, Tsjechisch schaakgrootmeester (overleden 2021)
- 1943 - Ken Norton, Amerikaans bokser (overleden 2013)
- 1943 - Lorenzo Sanz, Spaans voetbalbestuurder (overleden 2020)
- 1944 - Patrick Depailler, Frans autocoureur (overleden 1980)
- 1944 - Sam Elliott, Amerikaans acteur
- 1944 - Gerrit Jan Wolffensperger, Nederlands politicus (D66)
- 1945 - Arto Tolsa, Fins voetballer (overleden 1989)
- 1946 - Rinus Gerritsen, Nederlands bassist (Golden Earring)
- 1946 - Jan ten Hoopen, Nederlands politicus
- 1947 - Roy Hodgson, Engels voetballer en voetbaltrainer
- 1949 - George van Heukelom, Nederlands politicus (overleden 2023)
- 1949 - Jonathan Kellerman, Amerikaans auteur
- 1949 - Martin Kirchner, Oost-Duits politicus
- 1950 - Geerten Meijsing, Nederlands schrijver
- 1950 - Seyni Oumarou, Nigeriaans politicus
- 1951 - Michaele Schreyer, Duits politica
- 1951 - James Vrij, Nederlands bokser
- 1952 - Willy Sommers, Belgisch zanger
- 1953 - Loïc Amisse, Frans voetballer
- 1953 - Luuk Gruwez, Belgisch schrijver en dichter
- 1953 - Ludo Peeters, Belgisch wielrenner
- 1953 - Kay Arne Stenshjemmet, Noors langebaanschaatser
- 1955 - Udo Beyer, Oost-Duitse atleet
- 1955 - Rob Clerc, Nederlands dammer
- 1955 - Guido van Woerkom, Nederlands bestuurder
- 1956 - William Tackaert, Belgisch wielrenner
- 1957 - Melanie Griffith, Amerikaans actrice
- 1958 - Gary Bailey, Engels voetballer
- 1958 - Amanda Bearse, Amerikaans actrice
- 1958 - Jean-Claude Hollerich s.j., Luxemburgs kardinaal-aartsbisschop
- 1958 - Rindert Kromhout, Nederlands kinderboekenschrijver
- 1959 - Ivette Forster, Nederlands televisiepresentatrice
- 1959 - Michael Kors, Amerikaans modeontwerper en ondernemer
- 1959 - John van der Wiel, Nederlands schaker
- 1961 - Jan van Aken, Nederlands schrijver
- 1961 - John Key, Nieuw-Zeelands premier
- 1961 - Ted Stearn, Amerikaans stripauteur (overleden 2019)
- 1961 - Amy Stiller, Amerikaans actrice
- 1962 - Luc Barbé, Belgisch politicus
- 1962 - Jan Dijkgraaf, Nederlands journalist
- 1962 - Hans Kok, Nederlands kraker (overleden 1985)
- 1962 - Annegret Kramp-Karrenbauer, Duits politica
- 1963 - Whitney Houston, Amerikaans zangeres en actrice (overleden 2012)
- 1963 - Manuela Machado, Portugees atlete
- 1963 - Alain Menu, Zwitsers autocoureur
- 1964 - Jim Geduld, Nederlands acteur en televisiepresentator
- 1965 - Igoris Pankratjevas, Litouws voetballer en voetbaltrainer
- 1966 - Vinny Del Negro, Amerikaans basketbaltrainer
- 1967 - Ulrich Kirchhoff, Duits/Oekraïens ruiter
- 1967 - Wilson Pérez, Colombiaans voetballer
- 1968 - Gillian Anderson, Amerikaans actrice
- 1968 - Eric Bana, Australisch acteur
- 1970 - Aleksej Vojevodin, Russisch snelwandelaar
- 1971 - Ibon Ajuria, Spaans wielrenner
- 1971 - Rodrigo Goldberg, Chileens voetballer
- 1971 - Davide Rebellin, Italiaans wielrenner (overleden 2022)
- 1973 - Matthew Coleman, Britse producer
- 1973 - Filippo Inzaghi, Italiaans voetballer
- 1974 - Wouter Beke, Belgisch politicus
- 1974 - Dillianne van den Boogaard, Nederlands hockeyster
- 1974 - Herman van der Zandt, Nederlands journalist en nieuwslezer
- 1976 - Daniele Cappellari, Italiaans autocoureur
- 1976 - Rhona Mitra, Engels actrice en model
- 1976 - Audrey Tautou, Frans actrice
- 1976 - Rogier Wassen, Nederlands tennisser
- 1977 - Jens Hellström, Zweeds autocoureur
- 1977 - Ravshan Irmatov, Oezbeeks voetbalscheidsrechter
- 1977 - Mickaël Silvestre, Frans voetballer
- 1978 - Wesley Sonck, Belgisch voetballer
- 1979 - Tore Ruud Hofstad, Noors langlaufer
- 1979 - Michael van der Kruis, Nederlands voetballer
- 1979 - Ronnie Quintarelli, Italiaans autocoureur
- 1980 - Stef Ekkel, Nederlands zanger
- 1980 - Rachel Kramer, Nederlands zangeres
- 1980 - Manuele Mori, Italiaans wielrenner
- 1981 - Roland Linz, Oostenrijks voetballer
- 1981 - Katsuyuki Nakasuga, Japans motorcoureur
- 1981 - Kristof Waterschoot, Belgisch politicus
- 1982 - Sergio Babb, Nederlands voetballer
- 1982 - Stephen Chemlany, Keniaans atleet
- 1982 - Tyson Gay, Amerikaans atleet
- 1982 - Simon Kuipers, Nederlands schaatser
- 1982 - Lilit Mkrtchian, Armeens schaakster
- 1982 - Niels Wellenberg, Nederlands voetballer
- 1983 - Sophie van Oers, Nederlands actrice
- 1985 - Kim Crow, Australisch roeister
- 1985 - Luca Filippi, Italiaans autocoureur
- 1985 - Anna Kendrick, Amerikaans actrice
- 1985 - Filipe Luís, Braziliaans-Pools voetballer
- 1985 - Dennis Marshall, Costa Ricaans voetballer (overleden 2011)
- 1985 - Daniel McConnell, Australisch mountainbiker
- 1985 - Hayley Peirsol, Amerikaans zwemster
- 1986 - Robert Kišerlovski, Kroatisch wielrenner
- 1987 - Giovanni Tedeschi, Italiaans autocoureur
- 1988 - Willian, Braziliaans voetballer
- 1989 - Andrea Iannone, Italiaans motorcoureur
- 1989 - Calvin Mac-Intosch, Surinaams-Nederlands voetballer
- 1989 - Stefano Okaka, Italiaans-Nigeriaans voetballer
- 1990 - Eugenio Alafaci, Italiaans wielrenner
- 1990 - Bill Skarsgård, Zweeds acteur
- 1990 - Diego Karg, Nederlands voetballer
- 1992 - Raphael Maier, Oostenrijks skeletonracer
- 1992 - Sead Mazreku, Nederlands-Kosovaars voetballer
- 1992 - Koen Smet, Nederlands atleet
- 1993 - Jegor Baboerin, Russisch voetballer
- 1994 - Alexander Djiku, Ghanees-Frans voetballer
- 1994 - Forrest Landis, Amerikaans acteur
- 1994 - Vincent Vermeij, Nederlands voetballer
- 1994 - Lorenzo Zazzeri, Italiaans zwemmer
- 1995 - Dylan Hoogerwerf, Nederlands shorttracker
- 1995 - Luca Zander, Duits voetballer
- 1996 - Maëlle Garbino, Frans voetbalster
- 1996 - Dries Saddiki, Marokkaans-Nederlands voetballer
- 1996 - Josie Talbot, Australisch wielrenster
- 1997 - Leon Bailey, Jamaicaans voetballer
- 1997 - Sergio Córdova, Venezolaans voetballer
- 1997 - Rikke Madsen, Deens voetbalster
- 1998 - Jorrit Croon, Nederlands hockeyer
- 1998 - Panagiotis Retsos, Grieks voetballer
- 1999 - Juan Manuel Correa, Ecuadoraans-Amerikaans autocoureur
- 2000 - Marta García, Spaans autocoureur
- 2000 - Demi Korevaar, Nederlands volleybalster
- 2000 - Djed Spence, Engels voetballer
- 2000 - Erica Sullivan, Amerikaans zwemster
- 2001 - Elias Spago, Belgisch voetballer
- 2003 - Johan Dorussen, Nederlands wielrenner
- 2004 - Muhlis Dağaşan, Turks-Nederlands voetballer
- 2007 - Aiva Anagnostiadis, Australisch autocoureur
- 2008 - Freddie Slater, Brits autocoureur

## Overleden

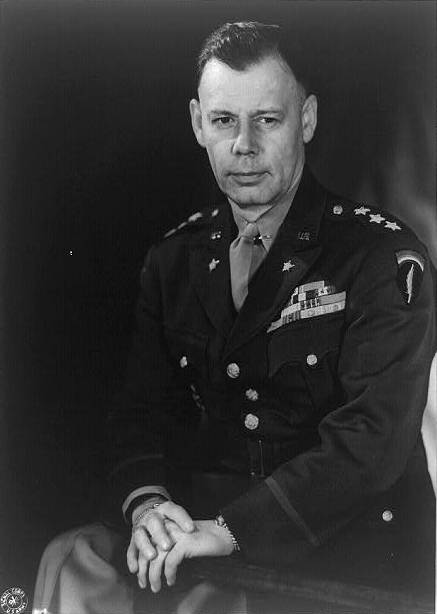
Walter Bedell Smith
overleden in 1961

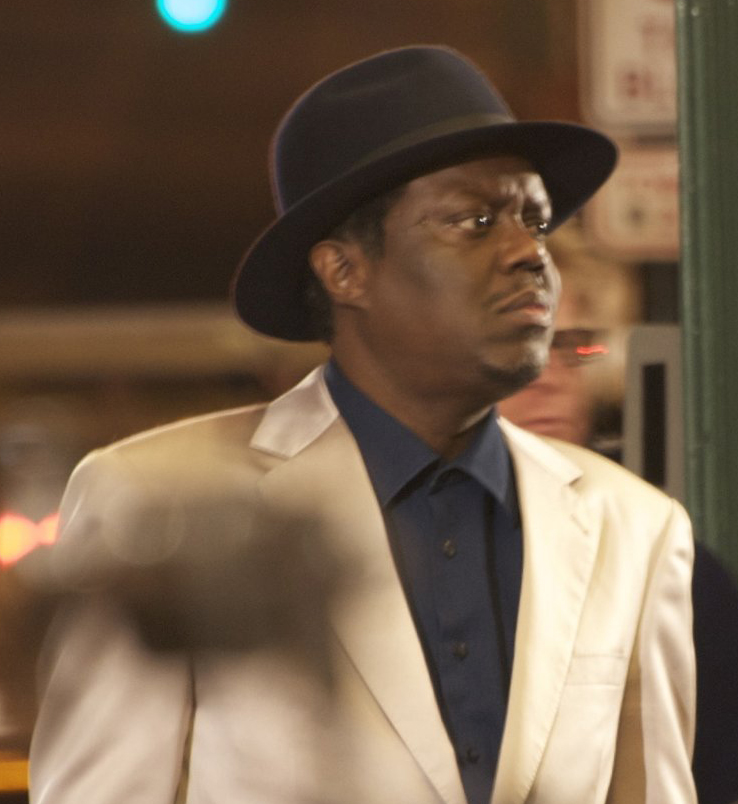
Bernie Mac
overleden in 2008

- 378 - Valens (50), keizer van het Romeinse Rijk
- 803 - Irene (51), keizerin van het Byzantijnse Rijk
- 1420 - Peter van Ailly (69), bisschop van Kamerijk (1397-1411)
- 1516 - Jeroen Bosch (~66), Nederlands schilder
- 1817 - Leopold III Frederik Frans (76), vorst en later hertog van Anhalt-Dessau
- 1888 - Charles Cros (45), Frans dichter
- 1903 - Auguste Kerckhoffs, cryptograaf, opsteller van Kerckhoffs' principes
- 1904 - Friedrich Ratzel (55), Duits geograaf
- 1918 - Marianne Cope (80), Duits-Amerikaans zalige en religieuze
- 1919 - Ruggero Leoncavallo (61), Italiaans componist
- 1928 - Frederik II (71), de laatste groothertog van Baden
- 1949 - Edward Thorndike (74), Amerikaans psycholoog
- 1961 - Walter Bedell Smith (65), Amerikaans militair
- 1962 - Hermann Hesse (85), Duits schrijver
- 1962 - Poul "Tist" Nielsen (70), Deens voetballer
- 1967 - Joe Orton (34), Brits auteur
- 1969 - Cecil Powell (65), Brits natuurkundige
- 1969 - Sharon Tate (26), Amerikaans actrice
- 1975 - Dmitri Sjostakovitsj (68), Russisch componist
- 1978 - Johan Daisne (Herman Thiery) (65), Vlaams schrijver
- 1979 - Raymond Washington (25), Amerikaans bendelid
- 1980 - Jacqueline Cochran (74), Amerikaans vliegenierster en onderneemster
- 1982 - Jan van Baal (82), Nederlands antropoloog, gouverneur van Nederlands Nieuw-Guinea
- 1985 - Fred Åkerström (48), Zweeds zanger
- 1987 - Jutta Balk (85), Lets-Duits kunstenaar en poppenmaker
- 1987 - Rudolf Broby-Johansen (86), Deens kunsthistoricus, auteur en communist
- 1987 - Emile Buysse (76), Nederlands schrijver
- 1989 - Alfredo Montelibano (83), Filipijns politicus
- 1990 - Joe Mercer (76), Engels voetballer en voetbalcoach
- 1994 - Mien van 't Sant (93), Nederlands schrijfster
- 1995 - Jerry Garcia (53), Amerikaans musicus
- 1996 - Frank Whittle (84), Amerikaans uitvinder van de straalmotor
- 1998 - Jos Hanniken (86), Belgisch componist en dirigent
- 2000 - Vitalij Staroechin (51), Sovjet-Oekraïens voetballer
- 2000 - Arie van Leeuwen (90), Nederlands atleet
- 2001 - Abe Bonnema (74), Nederlands architect
- 2003 - Gregory Hines (57), Amerikaans tapdanser en acteur
- 2005 - Colette Besson (59), Frans atlete
- 2006 - James Van Allen (91), Amerikaans natuurkundige
- 2007 - Ulrich Plenzdorf (72), (Oost)-Duits (scenario- en toneel)schrijver
- 2008 - Mahmoud Darwish (67), Palestijns dichter
- 2008 - Bernie Mac (Bernard McCullough) (50), Amerikaans acteur en komiek
- 2009 - Thomas Knopper (19), Nederlands karter
- 2010 - Lies Sluijters (86), Nederlands atlete
- 2010 - Ted Stevens (86), Amerikaans politicus
- 2011 - Hans van den Akker (69), Nederlands politicus
- 2012 - Al Freeman jr. (78), Amerikaans acteur en regisseur
- 2013 - Albert Moens (61), Nederlands politicus en burgemeester
- 2013 - Phill Nixon (57), Brits darter
- 2014 - Andrij Bal (58), Sovjet-Oekraïens voetballer en trainer
- 2014 - Ed Nelson (85), Amerikaans acteur
- 2015 - John Henry Holland (86), Amerikaans professor en computerwetenschapper
- 2015 - Wálter López (37), Hondurees voetballer
- 2016 - Karl Bögelein (89), Duits voetbaldoelman
- 2017 - Bert Janssen (71), Nederlands burgemeester
- 2019 - Oscar Malbernat (75), Argentijns voetballer en -voetbalcoach
- 2020 - Martin Birch (71), Brits muziekproducent en geluidstechnicus
- 2020 - James Harris (70), Amerikaans professioneel worstelaar
- 2020 - Kurt Luedtke (80), Amerikaans scenarioschrijver en journalist
- 2021 - Alex Cord (Alexander Viespi Jr.) (88), Amerikaans acteur
- 2021 - Sergej Adamovitsj Kovaljov (91), Russisch bioloog, politicus en mensenrechtenactivist
- 2021 - Jean-Marie Léonard (78), Belgisch politicus
- 2021 - Olivia Podmore (24), Nieuw-Zeelands (baan)wielrenster
- 2022 - Raymond Briggs (88), Brits illustrator en auteur
- 2022 - Ignace Crombé (65), Belgisch ondernemer
- 2023 - Brice Marden (84), Amerikaans kunstenaar
- 2023 - Aleksandar Matanović (93), Servisch schaker
- 2023 - Harry Notenboom (96), Nederlands politicus en hoogleraar
- 2023 - Robbie Robertson (Jaime Klegerman) (80), Canadees zanger, songwriter en gitarist
- 2023 - Fernando Villavicencio (59), Ecuadoriaans journalist en politicus
- 2024 - Susan Wojcicki (56), Amerikaans zakenvrouw
- 2025 -  Steve Shirley (91), Brits-Duits zakenvrouw en filantroop

## Viering/herdenking

Singapore

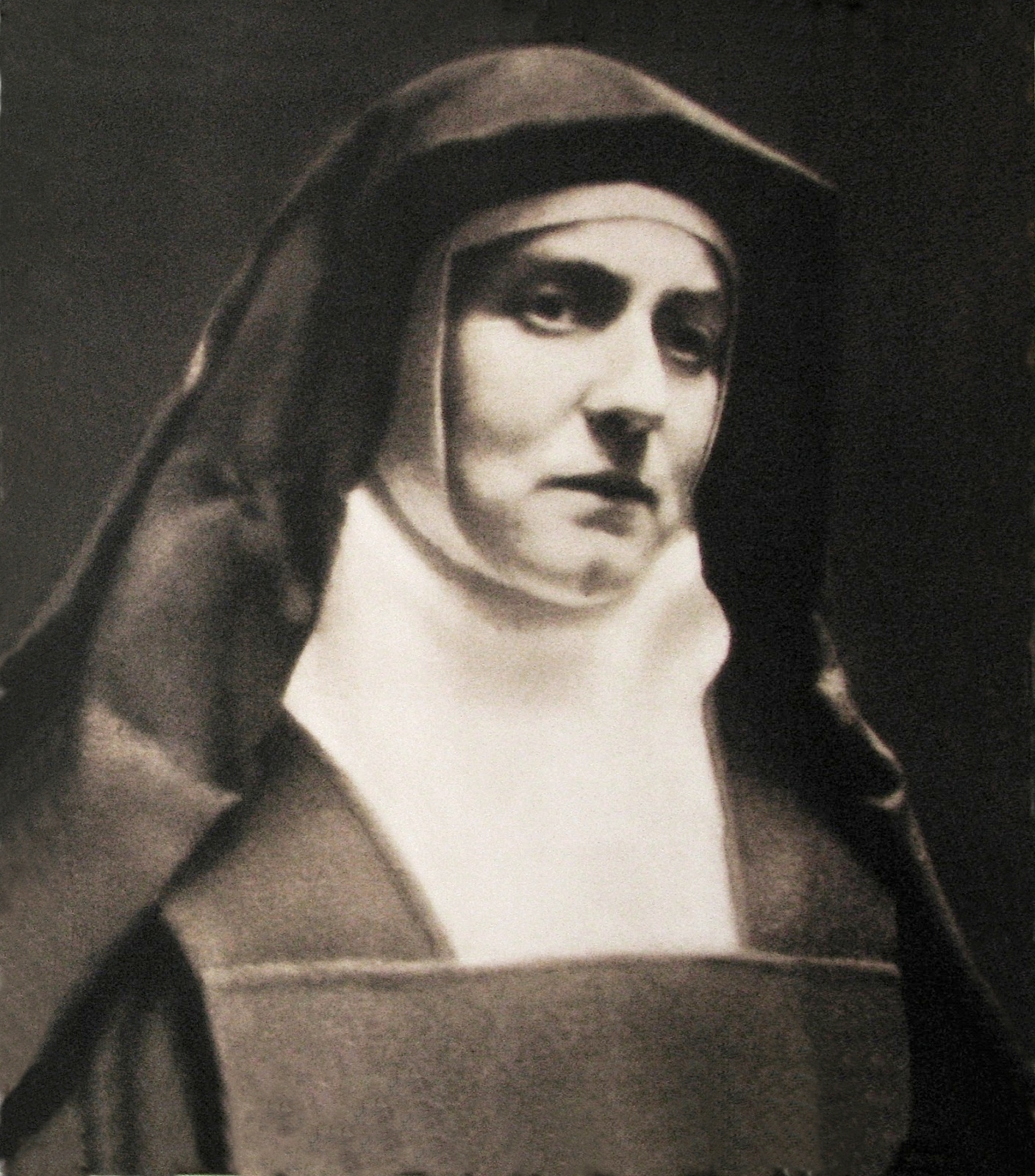
Edith Stein

- Zuid-Afrika - Nationale vrouwendag
- Singapore - Nationale feestdag - Onafhankelijkheidsdag
- Dag der Inheemsen, sinds 2006, en Herdenking Javaanse immigratie, nationale feestdagen in Suriname
- Rooms-Katholieke kalender:
  - Heilige Edith Stein († 1942), co-patrones van Europa - Vrije Gedachtenis
  - Heilige Romaan († c. 258)
  - Heilige Maurilio van Rouen († 1067)
  - Heilige Erneus van Ceaucé († c. 560) met Alneus, Bohamad e.a.
  - Heilige Nathy († 6e eeuw)
  - Zalige Zeferinus Malla († 1936)

## Weerextremen

### Nederland
| | Officiële records | Officiële records | Officiële records |      | Landelijke records | Landelijke records | Landelijke records                    |
| Gebeurtenis | Jaar              | Extreem           | Locatie           | Jaar | Extreem            | Locatie            |                                       |
| --- | ----------------- | ----------------- | ----------------- | ---- | ------------------ | ------------------ | ------------------------------------- |
| Laagste etmaalgemiddelde temperatuur (°C) | 1979              | 13,1              | De Bilt           |      | 1913               | 11,3               | De Kooy                               |
| Hoogste etmaalgemiddelde temperatuur (°C) | 2020              | 26,7              | De Bilt           |      | 2020               | 28,2               | Eindhoven                             |
| Laagste minimumtemperatuur (°C) | 1921              | 6,3               | De Bilt           |      | 1913               | 3,5                | Eelde                                 |
| Hoogste minimumtemperatuur (°C) | 2020              | 21,5              | De Bilt           |      | 2004               | 22,2               | Vlissingen                            |
| Laagste maximumtemperatuur (°C) | 1979              | 14,7              | De Bilt           |      | 1979               | 14,4               | Soesterberg                           |
| Hoogste maximumtemperatuur (°C) | 2020              | 32,6              | De Bilt           |      | 2020               | 35,3               | Gilze-Rijen                           |
| Hoogste uurgemiddelde windsnelheid (m/s) | 1954              | 11,3              | De Bilt           |      | 1943               | 19,0               | Vlissingen                            |
| Hoogste windstoot (m/s) | 1957              | 23,7              | De Bilt           |      | 1992               | 32,9               | Volkel                                |
| Langste zonneschijnduur (uur) | 1995              | 13,9              | De Bilt           |      | 1995               | 14,2               | Deelen, Heino, Rotterdam, Soesterberg |
| Langste neerslagduur (uur) | 1945              | 13,8              | De Bilt           |      | 2007               | 21,2               | Maastricht                            |
| Hoogste etmaalsom van de neerslag (mm) | 1951              | 30,1              | De Bilt           |      | 2007               | 58,7               | Maastricht                            |
| Laagste etmaalgemiddelde relatieve vochtigheid (%) | 1911              | 47                | De Bilt           |      | 1911               | 42                 | Eelde, Maastricht                     |
| Laagste uurwaarde luchtdruk op zeeniveau (hPa) | 1954              | 988,4             | De Bilt           |      | 1954               | 985,8              | De Kooy                               |
| Hoogste uurwaarde luchtdruk op zeeniveau (hPa) | 1924              | 1031,0            | De Bilt           |      | 1924               | 1031,4             | De Kooy, Vlissingen                   |
| Officiële records worden altijd gemeten op het KNMI-weerstation in De Bilt. Landelijke records kunnen worden gemeten op elk officieel KNMI-weerstation in Nederland. |                   |                   |                   |      |                    |                    |                                       |

Uitzonderlijke gebeurtenissen
- 1925 - Laatste officiële zomerse dag van het jaar (maximumtemperatuur ≥ 25 °C in De Bilt)
- 1951 - Een neerslagstation in Amsterdam meet 148 mm[16]
- 1975 - Laatste officiële tropische dag van het jaar (maximumtemperatuur ≥ 30 °C in De Bilt)
- 1992 - Laatste officiële tropische dag van het jaar (maximumtemperatuur ≥ 30 °C in De Bilt)
- 1997 - Eerste officiële tropische dag van het jaar (maximumtemperatuur ≥ 30 °C in De Bilt)
- 2004 - Officieel hoogste minimumtemperatuur in °C van het jaar gemeten in De Bilt: 20,8
- 2004 - Laatste officiële tropische dag van het jaar (maximumtemperatuur ≥ 30 °C in De Bilt)
- 2020 - Officieel maandrecord hoogste minimumtemperatuur in °C van augustus gemeten in De Bilt: 21,5
- 2020 - Officieel hoogste minimumtemperatuur in °C van het jaar gemeten in De Bilt: 21,5
- 2023 - Landelijk laagste minimumtemperatuur in °C van augustus dit jaar gemeten in Eelde: 6,4

### België
Dagrecords
- 1924 - Laagste etmaalgemiddelde temperatuur 12 °C
- 1911 - Hoogste etmaalgemiddelde temperatuur 27,7 °C
- 1924 - Laagste minimumtemperatuur 6,7 °C
- 1911 - Hoogste maximumtemperatuur 34,7 °C
- 1945 - Hoogste etmaalsom van de neerslag 41,3 mm

Uitzonderlijke gebeurtenissen
- 1905 - In de streek van Bouillon veroorzaakt een tornado ravage. Even tevoren was dezelfde tornado reeds de streek van Sedan voorbijgetrokken, waarbij drie mensen om het leven kwamen.
- 1911 - Maximumtemperatuur tot 33,1 °C in Oostende en 36,1 °C in Ukkel
- 1992 - Tornado in de streek rond Berlaar met schade.

<< · 1 · 2 · 3 · 4 · 5 · 6 · 7 · 8 · 9 · 10 · 11 · 12 · 13 · 14 · 15 · 16 · 17 · 18 · 19 · 20 · 21 · 22 · 23 · 24 · 25 · 26 · 27 · 28 · 29 · 30 · 31 · >>